# Cổng Piaskowa

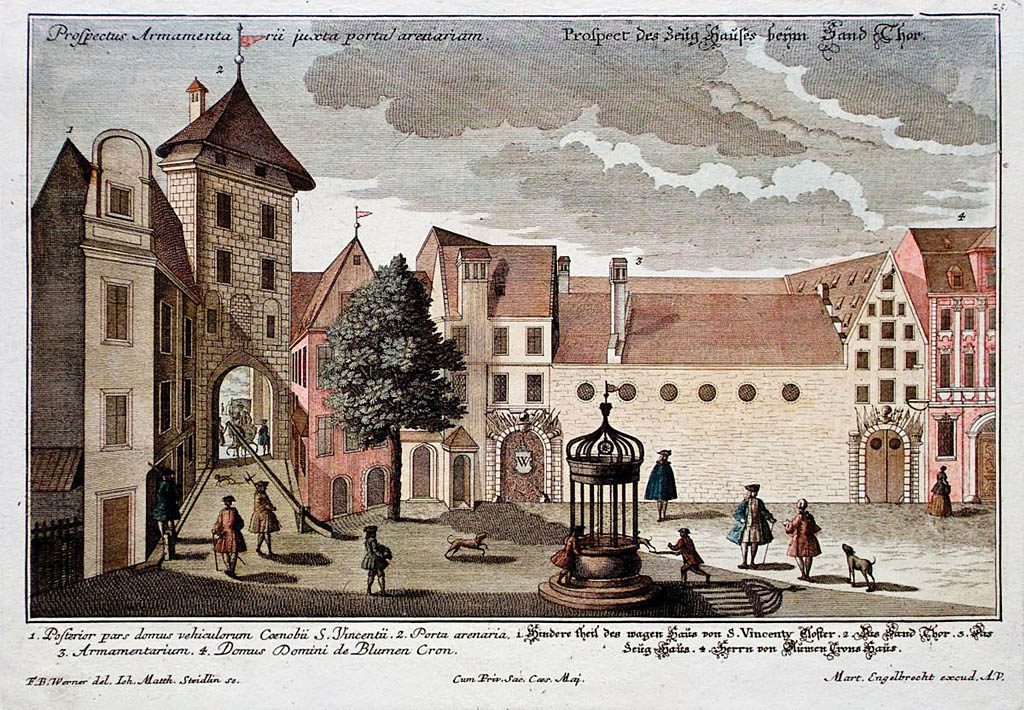
Cổng được mô tả lại

Cổng Piaskowa (Brama Piaskowa) còn được gọi là "Cổng của Đức Trinh Nữ Maria", là một cổng cũ trong hệ thống các công trình của thành phố Wrocław.

## Vị trí
Cổng Piaskowa nằm ở phía bắc của trung tâm thành phố (thời trung cổ), nay là phố cổ Wrocław. Cổng là nơi dẫn con đường chính phía bắc của thành phố qua cầu Piaskowy, qua đảo Piasek, rồi qua cầu Młyńskie và đi về phía Trzebnicy, Psiego Pola và Oleśnicy.
Cổng Piaskowa được đặt ở chỗ giao nhau của đường Piaskowa, św. Ducha, św. Jadwigi và đường Grodzka. Bên cạnh của Cổng có một kho vũ khí (ngày nay nó được xây dựng thành Hội trường chợ, được xây dựng theo thiết kế của Richard Plüddemann).

## Lịch sử
Cổng Piaskowa được xây dựng vào thế kỷ 13 dưới dạng một tòa tháp với hình bình hành chéo (do ảnh hưởng của các bức tường của Cầu Piaskowy bên ngoài cổng). Cổng Piaskowa được xây dựng lại vào cuối thế kỷ 16 theo thiết kế của H. Schneider von Lindau. Cho đến cuối thế kỷ này, có một khu nhà thờ và bệnh viện dưới sự tên gọi bệnh viện św. Ducha cũng được xây dựng liền kề với cổng, tuy nhiên có một cái lối riêng trong cổng dẫn đến các tòa nhà này.
Đồng thời, các tòa nhà của phòng hải quan và nhà bảo vệ liền kề cổng cũng được xây dựng lên trong thời gian đó. Năm 1807, cổng và các tòa nhà liền kề đã bị phá hủy bởi cuộc cuộc chinh phạt của thành phố bởi quân đội của Napoleon trong chiến dịch 1806-1807 và lệnh xóa bỏ các công trình do người chiếm đóng ban hành. Cổng, kho vũ khí bị phá hủy sau đó (khoảng nửa của thế kỷ XIX).